# Потхаст, Эдуард Генри
Эдуард Генри Потхаст (англ. Edward Henry Potthast; 1857, Цинциннати — 1927, Нью-Йорк) — американский художник.

## Биография

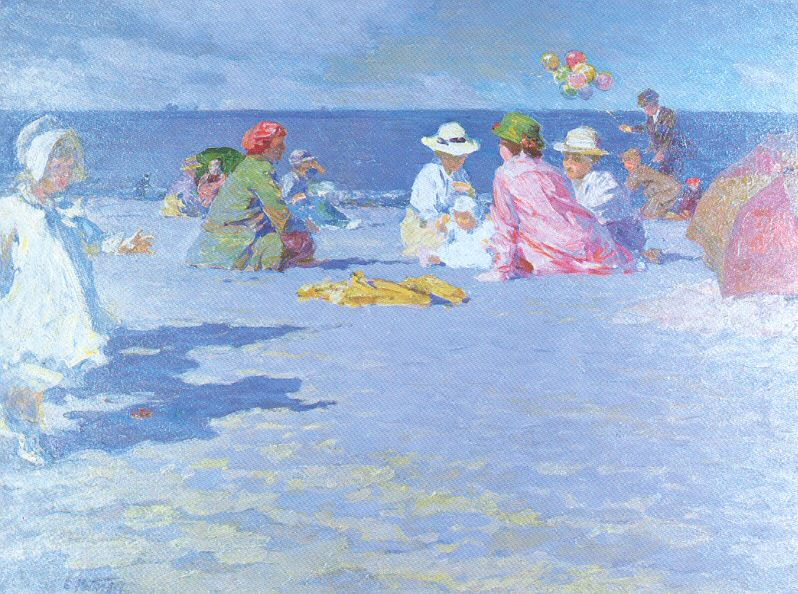
«Продавец воздушных шаров» (1910)

Родился 10 июня 1857 года в семье Генри Игнаца Потхаст и Бернадин Шейферс.
В 1879—1881 годы занимался в школе искусств Цинциннати под руководством Томаса Саттеруайта Нобла, затем в Антверпене у Полидора Бофо, в Мюнхенской академии искусств у Карла Марра и в Париже у Фернана Кормона, в 1889—1891 годах выставлялся на парижских Салонах. С 1895 года жил и работал в Нью-Йорке.
Потхаст рисовал в оптимистической импрессионистской манере пейзажи и жанровые сценки, обычно с водоёмами, часто с женщинами и детьми на пляже, у ручья и т. п.
Умер в Нью-Йорке в 1927 году. Был похоронен на родине — в Цинциннати на кладбище Saint Joseph Cemetery.